# Trichostachys interrupta
Trichostachys interrupta är en måreväxtart som beskrevs av Karl Moritz Schumann. Trichostachys interrupta ingår i släktet Trichostachys och familjen måreväxter. IUCN kategoriserar arten globalt som sårbar. Inga underarter finns listade i Catalogue of Life.